# Chiropodomys major
Chiropodomys major es una especie de roedor de la familia Muridae.

## Distribución geográfica
Se encuentra sólo en Malasia.  